# Red Hill (Carolina do Sul)
Red Hill é uma Região censo-designada localizada no estado norte-americano de Carolina do Sul, no Condado de Horry.

## Demografia
Segundo o censo norte-americano de 2000, a sua população era de 10.509 habitantes.

## Geografia
De acordo com o United States Census Bureau tem uma área de
28,5 km², dos quais 28,3 km² cobertos por terra e 0,2 km² cobertos por água.

## Localidades na vizinhança
O diagrama seguinte representa as localidades num raio de 16 km ao redor de Red Hill.